# Prix d'excellence en architecture
 (avril 2022).
Le Prix d'excellence en architecture est une distinction québécoise remise annuellement depuis 1978 par l'Ordre des architectes du Québec.
Il vise à identifier et à valoriser les meilleures réalisations architecturales au Québec et ailleurs dans le monde. Les prix attribués non seulement aux architectes, mais également à leurs clients, contribuent à mettre en valeur la synergie nécessaire à la production d’œuvres de qualité.

## Lauréats

### 1978
- Jury: Pierre Dansereau (président), Dimitri Dimakopoulos, Pierre Guillot, Michel Leblanc et Andrée Paradis.
- Lauréats: Gauthier, Guité, Roy, Webb, Zerafa, Menkès, Housden, Peter Rose et Eberhard H. Zeidler

### 1979
- Jury: Raymond David (président), Jacques Coutu, Evans St-Gelais, Ginette Gaboury, Raymond T. Affleck
- Lauréats: Jean-Louis Beaulieu

### 1980
- Jury: Jean Trudel (président), Julien Hébert, Jean Ouellet, Eva Vecsei et Paul Gauthier
- Lauréats: Dimitri Dimakopoulos

### 1981
- Jury: Marcelle Ferron (présidente), Denis Lamarre, Ghislain Cayouette, Len Warshaw et André Blouin.
- Lauréats: Stahl et Elliott, Jacques Rousseau, Gauthier, Guité, Roy et Dan S. Hanganu

### 1982
- Jury: Alain Duhamel (président), Pierre J. Boulva, Maria Prus, Norbert Schoenauer et André St-Denis.
- Lauréats: Longpré et Marchand

### 1983
- Jury: Francine Dansereau (présidente), Dan S. Hanganu, Gilles Marchand et Bernard Rasch
- Lauréats: Blouin, Blouin et associés

### 1984
- Jury: Claude Bérubé (président), Guy Desbarats, Jacques Guillon, Pierre Mercier et Raymond Moriyama
- Lauréats: Arcot associés

### 1985
- Jury: Nicole Dorin (présidente), John Bland, Vianney Duchesne, Pierre H. Hand et Jean-Louis Robillard
- Lauréats: Gauthier, Guité, Roy

### 1986
- Jury: Ralph Lerner (président), Pierre-Richard Bisson, Jean-Pierre Bonhomme, Louis Dubuc et Jean-Marie Roy
- Lauréats: LeMoyne et associés et DeBlois et Côté

### 1987
- Jury:
- Lauréats:

### 1988
- Jury:
- Lauréats:

### 1989
- Jury:
- Lauréats:

### 1990
- Jury:
- Lauréats:

### 1991
- Jury:
- Lauréats:

### 1992
- Jury:
- Lauréats:

### 1993
- Jury:
- Lauréats:

### 1994
- Jury:
- Lauréats:

### 1995
- Jury:
- Lauréats:

### 1996
- Jury:
- Lauréats:

### 1997
- Jury:
- Lauréats:

### 1998
- Jury:
- Lauréats:

### 1999
- Jury:
- Lauréats:

### 2000
- Jury:
- Lauréats:

### 2001
- Jury:
- Lauréats:

### 2002
- Jury:
- Lauréats:

### 2003
- Jury:
- Lauréats:

### 2004
- Jury:
- Lauréats:

### 2005
- Jury:
- Lauréats:

### 2006
- Jury:
- Lauréats:

### 2007
- Jury:
- Lauréats: